# Sabtang
Sabtang (Bayan ng Sabtang) är en kommun i Filippinerna. Kommunen ligger på ön Luzon, och tillhör provinsen Batanes. Folkmängden uppgår till 1 621 invånare år 2015.
Sabtang är indelat i 6 barangayer.